# Alas Nyiur
Alas Nyiur is een bestuurslaag in het regentschap Probolinggo van de provincie Oost-Java, Indonesië. Alas Nyiur telt 1920 inwoners (volkstelling 2010).